# Courtland (Minnesota)
Courtland é uma cidade localizada no estado americano de Minnesota, no Condado de Nicollet.

## Demografia
Segundo o censo americano de 2000, a sua população era de 538 habitantes.
Em 2006, foi estimada uma população de 593, um aumento de 55 (10.2%).

## Geografia
De acordo com o United States Census Bureau tem uma área de
6,9 km², dos quais 6,9 km² cobertos por terra e 0,0 km² cobertos por água. Courtland localiza-se a aproximadamente 285 m acima do nível do mar.

## Localidades na vizinhança
O diagrama seguinte representa as localidades num raio de 20 km ao redor de Courtland.